# Odăile
Odăile è un comune della Romania di 1 005 abitanti, ubicato nel distretto di Buzău, nella regione storica della Muntenia.
Il comune è formato dall'unione di 10 villaggi: Capu Satului, Corneanu, Gorăni, Lacu, Odăile, Piatra Albă, Posobești, Scoroșești, Valea Fîntînei, Valea Ștefanului.